# バンドレレ
バンドレレ（フランス語: Bandrele, Bandrélé）はインド洋に浮かぶフランスの海外県・マヨットにあるコミューン。

## 気候
ケッペンの気候区分では、サバナ気候（Aw）に分類される。2016年12月には雨季に入るのが遅れたため、3日に1度の給水制限がかけられ、給水所が設置された。

## 製塩
バンドレレでは、女性によりママ・シンゴ（mamas shingo）と呼ばれる製塩が行われ、その様子を見ることができる。

## コミューン内の村
- ダパニ（英語版）
- マムドゥ（英語版）

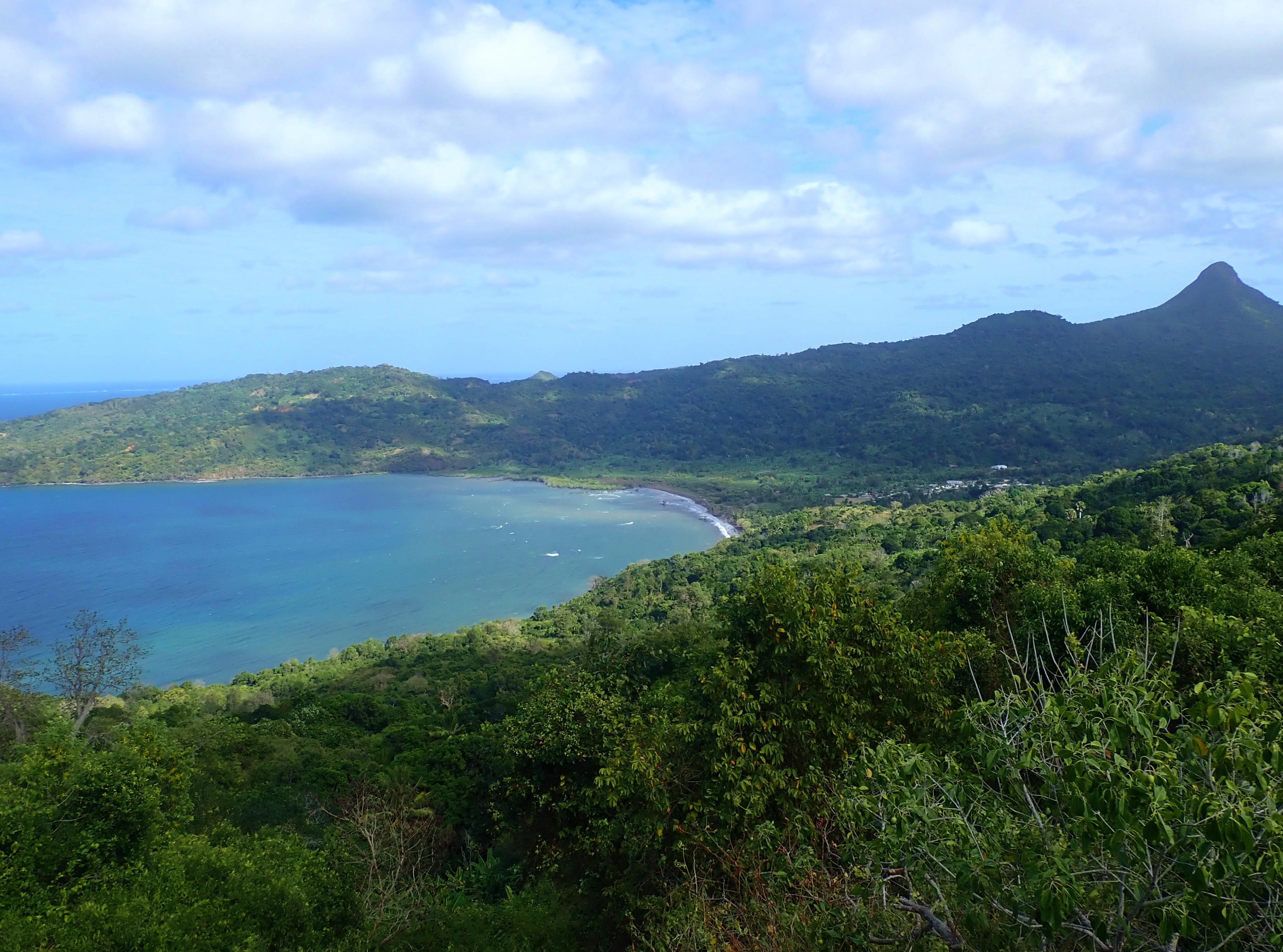
ダパニ
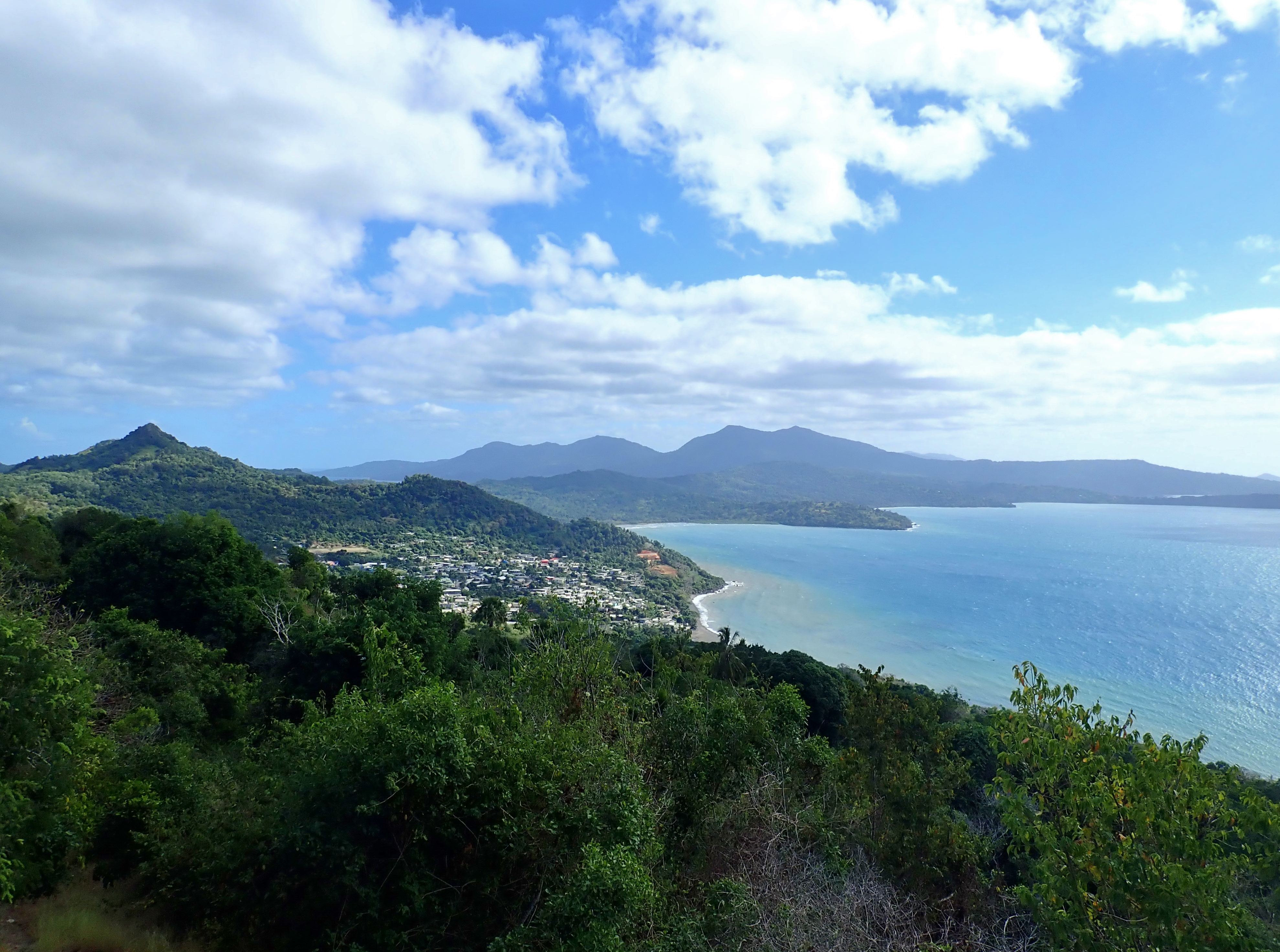
マムドゥ
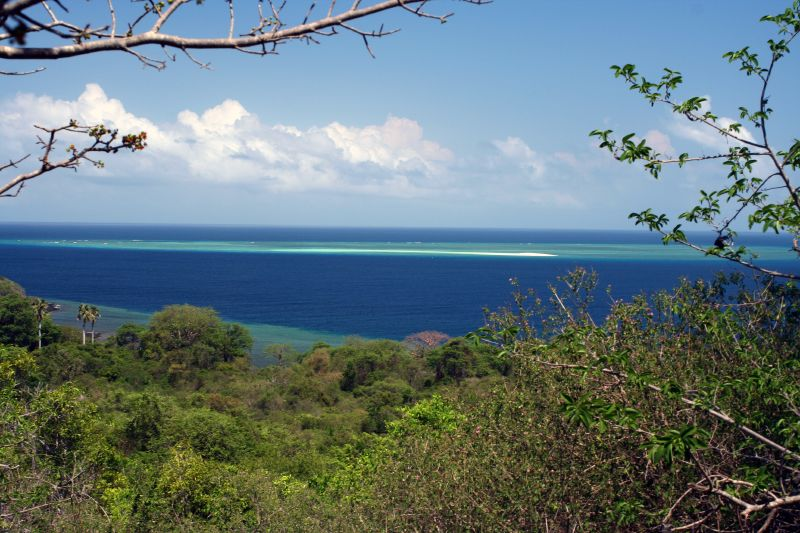
バンドレレから見たサブレ・ブラン島